# Анна Австрийска
Вижте пояснителната страница за други личности с името Анна Австрийска.
Анна Австрийска е кралица на Франция и Навара, съпруга на крал Луи XIII и регент на нейния син Луи XIV. По време на нейното регентство първи министър на Франция е кардинал Мазарини.

## Произход
Родена е на 22 септември 1601 г. във Валядолид, Испания, кръстена Анна Мария Мавриция. Дъщеря е на испанския крал Филип III и Маргарита Австрийска от династията на Хабсбургите. При раждането си носи титлите на инфанта на Испания и Португалия, херцогиня на Австрия, принцеса на Бургундия и Нидерландия.

## Кралица на Франция и Навара
На 10-годишна възраст Анна е сгодена и на 24 ноември 1615 г. в Бургос е омъжена по делегиране за крал Луи XIII (1601 – 1643). Това е чисто политически брак, целящ да заздрави отношенията между католическите сили Франция и Испания и да запази властта в династията на Бурбоните.
Бракът не е щастлив, изпълнен е с недоверие и подозрения. Стартира лошо, като 14-годишната двойка е насилена да консумира брака си, за да се предотврати възможността за евентуално анулиране. Това унижение докарва Луи до положение да отказва да докосне жена си през следващите няколко години.
Въпреки че е настанена в Лувъра, Анна е изцяло игнорирана. Майката на Луи, Мария де Медичи, продължава да се нарича „кралица на Франция“, без ни най-малка съпротива от страна на нейната снаха, а плахият и затворен млад крал изглежда дълбоко незаинтересуван. Като испанка, заобиколена от антураж от испански благороднички, Анна остава встрани от френската култура и начин на живот, продължава да живее съобразно испанския етикет и не полага усилия да подобри своя скован френски език.
През 1617 г. Луи в заговор с Шарл, херцог Дьо Люн, успява да се освободи от влиянието на майка си, като извършва дворцов „преврат“ с убийството на любимеца на Мария де Медичи – Кончино Кончини на 26 април същата година. В годините си на силно влияние херцог Дьо Люн се опитва да преодолее дистанцираността между Луи и неговата кралица. Той отпраща испанските придворни дами и ги замества с френски, между които Принцесата на Конти и Мари Еме дьо Роан-Монбазон - херцогиня на Шеврьоз, по това време негова съпруга, като организира дворцови празненства, които да сближат кралската двойка. Анна започва да се облича по френски маниер и през 1619 г. Люн притиска краля да сподели едно легло с кралицата.
Серия от помятания разочароват краля и охлаждат съпружеските отношения. Луи се отдава на битките си с протестантите, а Анна – на дворцови интриги. Кралят назначава за свой съветник кардинал Ришельо. Външната политика на Ришельо е насочена срещу Хабсбургите, заобиколили Франция на два фронта, което обтяга отношенията между Анна и Ришельо. Анна остава бездетна цели шестнадесет години, Луи става все по-зависим от Ришельо, който става първи министър през 1624 г.
Под влиянието на Шеврьоз, център на дворцовите сплетни, кралицата застава на страната на политическата опозиция и е въвлечена в няколко интриги срещу Ришельо. В двореца се носят неясни слухове за предполагаемите изневери на Анна, за участието ѝ в заговора на Анри дьо Талейран-Перигор - граф на Шале срещу Ришельо (т. нар. Заговор на Шале), организиран през 1626 г. от Шеврьоз, и по-късно в заговора на маркиз Дьо Сен-Мар, любовник на Луи.
През 1635 г. Франция обявява война на Испания, поставяйки кралицата в уязвима позиция. Нейната кореспонденция с брат ѝ, краля на Испания Филип IV, далеч надминава сестринската привързаност. През август 1637 г. Анна е заподозряна в измяна с достатъчно основателна причина и Ришельо я принуждава да подпише споразумение относно кореспонденцията си, като я задължава да предава отсега нататък писмата си за проверка. Херцогиня Дьо Шеврьоз е изпратена в изгнание и действията на Анна са следени изкъсо.

### Потомство
Бракът на Луи и Анна 23 години е бездетен. В тази недоверчива среда кралицата забременява изненадващо, което слухът отдава на една нощ с гръмотевична буря, която възпрепятствала пътуване на краля и го принуждава да прекара нощта с нея. Така през 1638 и 1640 г., след няколко неудачни бременности, Анна ражда двама сина, бъдещия Луи XIV и Филип I Орлеански. Но дори раждането на втория син Филип не успява да върне взаимното доверие на кралската двойка.
Ришельо подарява на краля своя кардиналски дворец, намиращ се на север от Лувъра, преименуван по-късно на Пале Роял (Кралски дворец). Луи така и не използва този подарък, но Анна с двамата си сина напуска Лувъра и се премества да живее там и остава в него и по време на регентството. Приживе Луи се опитва да предотврати регентството на кралицата, но в крайна сметка не успява. Той умира през 1643 г., половин година след Ришельо.

## Регентка на Франция
Анна се провъзгласява за регент веднага след смъртта на съпруга си. С помощта на канцлера Пиер Сегие тя се налага над парламента на Париж, нарушавайки волята на покойния крал, който е искал да ограничи правомощията ѝ. Техният 4-годишен син е коронясан за крал като Луи XIV. Анна спечелва регентството, но за всеобща изненада поверява управлението на първия министър кардинал Мазарини, който е протеже на Ришельо и е член на регентския съвет. Мазарини напуска хотела, който обитава дотогава, и се премества в Пале Роял, за да бъде по-близо до кралицата. Дълги години за него се подмята, че е бил любовник на кралицата и дори неин съпруг.
С подкрепата на Мазарини Анна овладява бунтовете на аристокрацията, водени от Луи II дьо Бурбон, принц на Конде, известни като Фронда. Нейното регентство свършва през 1651 г., когато нейният син Луи XIV официално става пълнолетен. Въпреки това тя остава с голяма власт и упражнява силно влияние над сина си до смъртта на Мазарини.

## Последни години
През 1659 г. войната с Испания приключва с Пиренейския договор. През следващите години мирът е укрепен с брак между младия крал Луи и племенницата на Анна, хабсбургската принцеса Мария-Тереза Испанска.
През 1661 г., след смъртта на Мазарини, Анна се оттегля в манастира Вал дьо Грас, където на 20 януари 1666 г. умира от рак на гърдата.

## За нея
Нейната придворна дама Мадам дьо Мотвил описва живота на кралицата в „Мемоарите на Анна Австрийска“. Мнозина виждат в нея блестяща и ловка жена и като такава е представена и в романа на Александър Дюма - баща „Тримата мускетари“.